# Tipula alphaspis
Tipula alphaspis är en tvåvingeart som beskrevs av Paul Gustav Eduard Speiser 1909. 
Tipula alphaspis ingår i släktet Tipula och familjen storharkrankar. Inga underarter finns listade i Catalogue of Life.